# Гарволинский повет
Гарволинский повет (пол. Powiat garwoliński) — повет (район) в Польше, входит как административная единица в Мазовецкое воеводство. Центр повета — город Гарволин. Занимает площадь 1284,29 км². Население — 108 562 человека (на 2013 год).

## Административное деление
- города: Гарволин, Ласкажев, Пилява, Желехув
- городские гмины: Гарволин, Ласкажев
- городско-сельские гмины: Гмина Пилява, Гмина Желехув
- сельские гмины: Гмина Борове, Гмина Гарволин, Гмина Гужно, Гмина Ласкажев, Гмина Мацеёвице, Гмина Мясткув-Косцельны, Гмина Парысув, Гмина Соболев, Гмина Троянув, Гмина Вильга

## Демография
Население повета дано на 2013 год.
| Перепись            | Всего  | Мужчины | Женщины |
| ------------------- | ------ | ------- | ------- |
| Всего               | 108562 | 53870   | 54692   |
| Городское население | 30579  | 14883   | 15696   |
| Сельское население  | 77983  | 38987   | 38996   |